# Gürtelblech

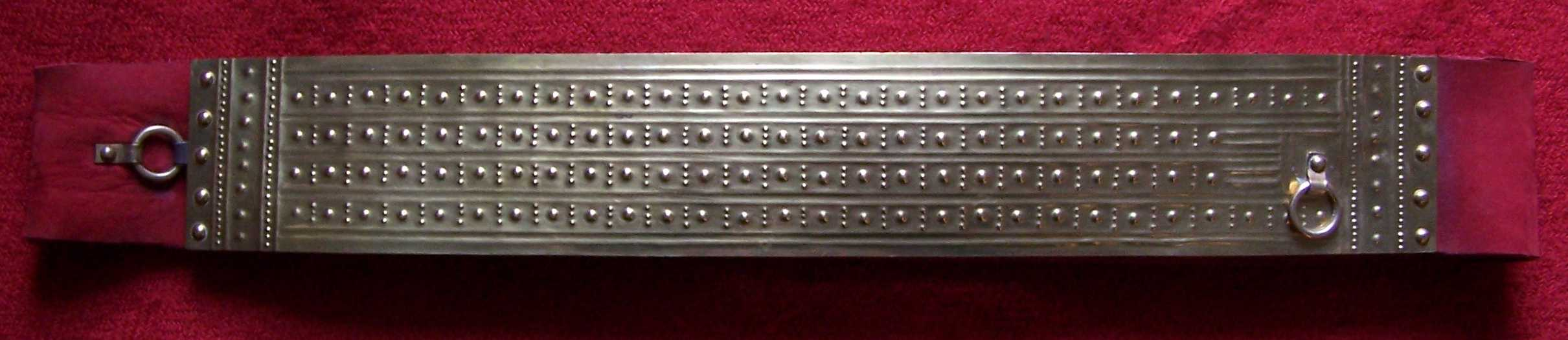
Gürtelblech (Replik) aus dem Frauengrab 11 von Hirschlanden, 6. Jh. v. Chr. Anfertigung S. Jaroschinski

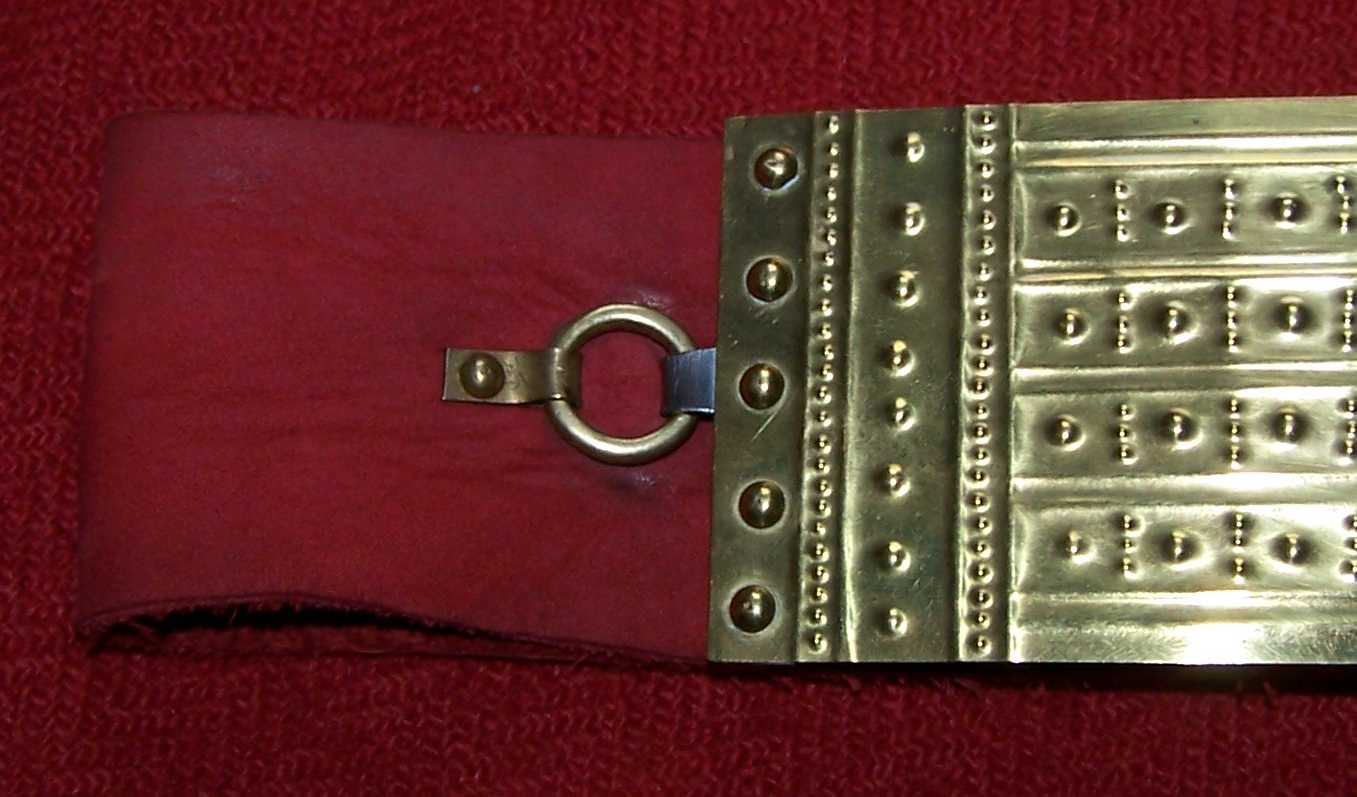
Verschluss des Gürtelblechs

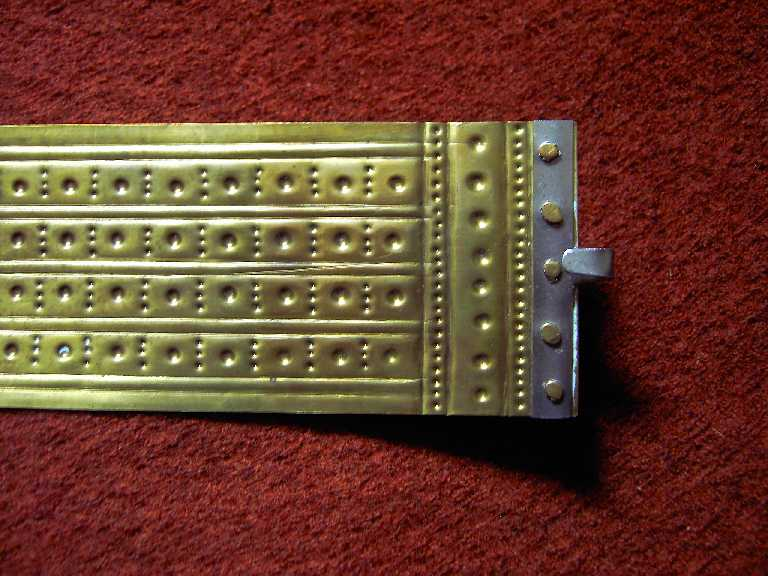
Rückseite des Gürtelblechs: angenieteter eiserner Verschlusshaken

Der Begriff Gürtelblech bezeichnet ein meist langrechteckiges Blech aus Bronze oder Eisen, das Männern und Frauen in der Hallstattzeit als Gürtelverschluss und -verzierung diente.

## Definition
Gürtelbleche bestehen meist aus dünnem Bronzeblech, haben häufig eingetriebene oder gepunzte Verzierungen und wurden mittels einiger Nieten oder Nahtlöcher am Gürtelleder befestigt. Ein Haken, manchmal zur Verstärkung aus angenietetem Eisenblech, an der gegenüberliegenden Seite des Bleches wurde in einen aufgenieteten Ring oder ein Loch im Gürtelleder eingehakt und bildete so den Verschluss. 
Diese Bleche liegen zahlreich und in verschieden aufwändigen Ausführungen aus Männer- und Frauengräbern vor. Dabei sind die verzierten Gürtelbleche häufiger in Frauengräbern anzutreffen, die unverzierten häufiger in Männergräbern. Manchmal wurde der lederne Teil des Gürtels zusätzlich noch mit kleinen Zwecken aus Bronze beschlagen, oder das Blech bedeckte den Gürtel komplett, so dass nicht nur der vordere Teil, sondern der ganze Gürtel golden glänzte. 
Manchmal hing vom Gürtel der Frauen auch ein Gürtelgehänge aus bronzenen Kettchen und Anhängern oder organischem Material herab, wie Gräber aus Hirschlanden und Dürrnberg (bei Hallein) zeigen.
Besonders prunkvoll ausgestattet sind die Gürtelbleche der sogenannten Holsteiner Gürtel.